# Ібоя Фекете
І́боя Фе́кете (угор. Fekete Ibolya; * 23 січня 1951, Пасто, Угорщина) — угорська письменниця, сценарист і режисер.

## Фільмографія
- Майстер і Маргарита (2005)
- Chico (2000, нагорода кінофестивалю в Карлових Варах)
- Bolse vita (1996)

та інші.